# Aleksandr Gelman
Aleksandr Isaakowicz Gelman, ros. Александр (Шуня) Исаакович Гельман (ur. 25 października 1933 w Dondiuszanach, obecnie Mołdawia) – rosyjski dramaturg i scenarzysta filmowy żydowskiego pochodzenia. 

## Życiorys
W 1960-63 studiował na uniwersytecie w Kiszyniowie. Debiutował jako dramaturg w 1963. Jego wczesne sztuki (Protokół pewnego zebrania partyjnego, Sprzężenie zwrotne, My, niżej podpisani) rozgrywały się zwykle na placach wielkich budów socjalizmu, w dużych zakładach przemysłowych, w dyrektorskich gabinetach i lokalach terenowych komitetów partyjnych. Perypetie bohaterów rozgrywały się na tle stołów prezydialnych oraz rekwizytów rodem ze świata przemysłu ciężkiego – traktorów, ciężarówek, spychaczy. Z tego względu Gelman był przypisywany jeszcze do niedawna do nurtu "neoprodukcyjnego".
Autor twierdził, że interesują go przede wszystkim konflikty na styku "ekonomiki i moralności, ekonomiki i sumienia". Główne role w jego dramatach grali przeważnie ludzie ze świata nomenklatury partii komunistycznej – dyrektorzy, brygadziści, sekretarze partii. Próbą kameralizacji problematyki moralnej była komedia Ławeczka (Skamiejka, 1985). Jej bohaterowie są przeciętni, niczym nie wyróżniają się z tłumu. W komedii tej Gelman nawiązał do tradycji Czechowa. W Polsce sztuka ta stała się popularna dzięki przedstawieniu Macieja Wojtyszki z 1988 w Teatrze Telewizji (w rolach głównych: Joanna Żółkowska i Janusz Gajos) oraz filmowi fabularnemu w reżyserii Macieja Żaka (w rolach głównych: Jolanta Fraszyńska i Artur Żmijewski).
Według scenariusza Aleksandra Gelmana zrealizowano głośny film Premia (Premija, 1975).
W 1976 został laureatem Nagrody Państwowej ZSRR.

### Życie prywatne
Ma synów Marata i Pawła (ur. 1967).